# Tococa filiformis
Tococa filiformis är en tvåhjärtbladig växtart som först beskrevs av Henry Allan Gleason, och fick sitt nu gällande namn av John Julius Wurdack. Tococa filiformis ingår i släktet Tococa och familjen Melastomataceae. Inga underarter finns listade i Catalogue of Life.